# За горбом (заповідне урочище)
За горбом — заповідне урочище місцевого значення. Об'єкт розташований на території Городенківського району Івано-Франківської області, село Острівець.
Площа — 0,8000 га, статус отриманий у 1983 році.